# Leopold Hotel
Leopold Hotel v Bellinghamu, v americkém státě Washington, byl postaven v roce 1889 a původně se jmenoval Byronův hotel, po jeho vlastníkovi, Kapitánu H. C. Byronovi. Byron hotel vlastnil až do roku 1910, kdy ho za sto tisíc dolarů odkoupil Leopold F. Schmidt (pivovarnický magnát z Bellinghamu), který po krátké době změnil jméno na The Hotel Leopold. Hotel byl chvíli také domovem aljašského umělce Sydneyho Laurence, který ale kvůli své špatné ekonomické situaci nemohl platit za ubytování a tak raději vyměnil svá díla za pokoj. Schmidtova rodina dodnes vlastní největší soukromou kolekci jeho děl. Když Schmidt hotel koupil, bylo v něm pouze 93 pokojů. V nedlouhé době se mu podařilo rozšířit kapacitu na asi 500 pokojů.
V osmdesátých letech minulého století se hotel stal domovem důchodců a prošel rozsáhlými renovacemi. Nyní v něm žije asi sto důchodců.
Do Národního rejstříku historických míst byl hotel přidán v únoru 1982.